# Vòng loại Cúp bóng đá U-20 châu Á 2025
Vòng loại Cúp bóng đá U-20 châu Á 2025 là giải đấu bóng đá nam quốc tế dưới 20 tuổi được Liên đoàn bóng đá châu Á (AFC) tổ chức để xác định các đội tuyển giành quyền tham dự Cúp bóng đá U-20 châu Á 2025.

## Bốc thăm
45 trong tổng số 47 đội tuyển đến từ các liên đoàn thành viên của AFC tham gia vòng loại. Trung Quốc không tham dự vòng loại do đã là chủ nhà của vòng chung kết.
Lễ bốc thăm được tổ chức vào lúc 16:00 (GMT+08:00) ngày 13 tháng 6 năm 2024 tại tòa nhà AFC ở Kuala Lumpur, Malaysia. Các đội tuyển được xếp thành các nhóm hạt giống dựa trên thành tích tại vòng loại và vòng chung kết của Cúp bóng đá U-20 châu Á 2023 (thứ hạng tổng thể được hiển thị trong ngoặc đơn; NR là viết tắt của các đội tuyển không được xếp hạng).
| Nhóm 1 | Nhóm 2 | Nhóm 3 | Nhóm 4 | Nhóm 5                                                                                           |
| --- | --- | --- | --- | ------------------------------------------------------------------------------------------------ |
| 1. Uzbekistan (1) 2. Iraq (2) 3. Nhật Bản (3) 4. Hàn Quốc (4) 5. Úc (5) 6. Iran (6) 7. Jordan (8) 8. Việt Nam (9) (H) 9. Indonesia (T-10) (H) 10. Tajikistan (T-10) (H) | 1. Ả Rập Xê Út (12) (H) 2. Syria (13) 3. Kyrgyzstan (14) (H) 4. Oman (15) 5. Qatar (16) (H) 6. Thái Lan (17) (H) 7. Liban (18) 8. Yemen (19) 9. Mông Cổ (20) 10. Bahrain (21) | 1. Đài Bắc Trung Hoa (22) (H) 2. Malaysia (23) 3. Bangladesh (24) 4. Palestine (25) 5. UAE (26) 6. Philippines (27) 7. Ấn Độ (28) 8. Myanmar (29) 9. Đông Timor (30) 10. Singapore (31) | 1. Afghanistan (32) 2. Campuchia (33) 3. Kuwait (34) (H) 4. Turkmenistan (35) 5. Lào (36) (H) 6. Bhutan (37) 7. Hồng Kông (38) 8. Sri Lanka (39) 9. Brunei (40) 10. Maldives (41) | 1. Nepal (42) 2. Guam (43) 3. Quần đảo Bắc Mariana (44) 4. CHDCND Triều Tiên (NA) 5. Ma Cao (NA) |

Ghi chú
- Các đội in đậm vượt qua vòng loại cho vòng chung kết.
- (H) Chủ nhà cho các bảng đấu của vòng loại

| - Pakistan |

## Tư cách cầu thủ
Các cầu thủ sinh từ sau ngày 1 tháng 1 năm 2005 có đủ điều kiện tham gia giải đấu.

## Thể thức
Trong mỗi bảng, các đội thi đấu vòng tròn một lượt tại một địa điểm tập trung. 10 đội đầu bảng và 5 đội nhì bảng có thành tích tốt nhất sẽ lọt vào vòng chung kết.

### Các tiêu chí
Các đội được xếp hạng theo điểm (thắng 3 điểm, hòa 1 điểm, thua 0 điểm), và nếu bằng điểm, các tiêu chí sau đây sẽ được áp dụng theo thứ tự để xác định thứ hạng (Quy định Điều 7.3):
1. Điểm trong các trận đối đầu giữa các đội bằng điểm;
2. Hiệu số bàn thắng bại trong các trận đối đầu giữa các đội bằng điểm;
3. Bàn thắng ghi được trong các trận đối đầu giữa các đội bằng điểm;
4. Nếu có nhiều hơn hai đội bằng điểm và sau khi áp dụng tất cả các tiêu chí đối đầu ở trên, một nhóm nhỏ các đội vẫn còn bằng điểm nhau, tất cả các tiêu chí đối đầu ở trên sẽ được áp dụng lại riêng cho nhóm phụ này;
5. Hiệu số bàn thắng bại trong tất cả các trận đấu bảng;
6. Bàn thắng được ghi trong tất cả các trận đấu bảng;
7. Sút luân lưu nếu chỉ có hai đội bằng điểm và gặp nhau ở lượt đấu cuối cùng của vòng bảng;
8. Điểm kỷ luật (trừ 1 điểm đối với thẻ vàng, trừ 3 điểm đối với thẻ đỏ gián tiếp [hai thẻ vàng], trừ 3 điểm đối với thẻ đỏ trực tiếp, trừ 4 điểm đối với thẻ vàng và thẻ đỏ trực tiếp sau đó);
9. Bốc thăm.

## Lịch thi đấu
Các trận đấu sẽ diễn ra từ ngày 21 đến ngày 29 tháng 9 năm 2024.
| —          | Bảng A–E            | Bảng A–E    | Bẳng F–J            | Bẳng F–J    |
| —          | Ngày                | Trận đấu    | Ngày                | Trận đấu    |
| ---------- | ------------------- | ----------- | ------------------- | ----------- |
| Lượt đấu 1 | 21 tháng 9 năm 2024 | 3 v 2 5 v 4 | 25 tháng 9 năm 2024 | 1 v 4 2 v 3 |
| Lượt đấu 2 | 23 tháng 9 năm 2024 | 4 v 1 5 v 3 | 27 tháng 9 năm 2024 | 4 v 2 3 v 1 |
| Lượt đấu 3 | 25 tháng 9 năm 2024 | 1 v 5 2 v 4 | 29 tháng 9 năm 2024 | 1 v 2 3 v 4 |
| Lượt đấu 4 | 27 tháng 9 năm 2024 | 2 v 5 3 v 1 | —                   | —           |
| Lượt đấu 5 | 29 tháng 9 năm 2024 | 4 v 3 1 v 2 | —                   | —           |

## Các bảng

### Bảng A
- Tất cả các trận đấu được tổ chức tại Việt Nam.
- Thời gian được liệt kê là UTC+7.

| VT | Đội          | ST | T | H | B | BT | BB | HS  | Đ  | Giành quyền tham dự |
| -- | ------------ | -- | - | - | - | -- | -- | --- | -- | ------------------- |
| 1  | Syria        | 4  | 4 | 0 | 0 | 16 | 1  | +15 | 12 | Vòng chung kết      |
| 2  | Việt Nam (H) | 4  | 3 | 0 | 1 | 12 | 2  | +10 | 9  |                     |
| 3  | Bangladesh   | 4  | 1 | 1 | 2 | 5  | 11 | −6  | 4  |                     |
| 4  | Guam         | 4  | 0 | 2 | 2 | 4  | 16 | −12 | 2  |                     |
| 5  | Bhutan       | 4  | 0 | 1 | 3 | 2  | 9  | −7  | 1  |                     |

| Guam       | 1–1      | Bhutan    |
| ---------- | -------- | --------- |
| Suzuki 42' | Chi tiết | Tenzin 2' |

| Bangladesh | 0–4      | Syria                                          |
| ---------- | -------- | ---------------------------------------------- |
|            | Chi tiết | - Issa 5' - Knaj 12' - Dukhan 73' - Dahhan 79' |

| Guam                                | 2–2      | Bangladesh              |
| ----------------------------------- | -------- | ----------------------- |
| - Suzuki 75' (ph.đ.) - Harmon 90+1' | Chi tiết | - Mirajul 6' - Moin 87' |

| Bhutan | 0–5      | Việt Nam                                                                                           |
| ------ | -------- | -------------------------------------------------------------------------------------------------- |
|        | Chi tiết | - Nguyễn Bảo Long 8' - Nguyễn Đăng Dương 52' - Nguyễn Công Phương 74', 90+1' - Nguyễn Hữu Tuấn 78' |

| Syria       | 1–0      | Bhutan |
| ----------- | -------- | ------ |
| Alkalou 69' | Chi tiết |        |

| Việt Nam                                                                           | 3–0      | Guam |
| ---------------------------------------------------------------------------------- | -------- | ---- |
| - Nguyễn Lê Phát 23' (ph.đ.) - Nguyễn Công Phương 45+1' - Nguyễn Hoàng Khanh 90+1' | Chi tiết |      |

| Syria                                                                                             | 10–1     | Guam      |
| ------------------------------------------------------------------------------------------------- | -------- | --------- |
| - Dahhan 2', 6', 57' - Knaj 16' - Al-Mustafa 24', 47', 71' - Radman 34' - Warda 77' - Al-Mihi 82' | Chi tiết | Baker 53' |

| Bangladesh | 1–4      | Việt Nam                                                                    |
| ---------- | -------- | --------------------------------------------------------------------------- |
| Nova 41'   | Chi tiết | - Hoàng Minh Tiến 3', 30' - Lê Văn Quang Duyệt 42' - Nguyễn Công Phương 81' |

| Bhutan             | 1–2      | Bangladesh            |
| ------------------ | -------- | --------------------- |
| - Sakib 70' (l.n.) | Chi tiết | - Molla 4' - Moin 87' |

| Việt Nam | 0–1      | Syria                        |
| -------- | -------- | ---------------------------- |
|          | Chi tiết | Nguyễn Ngọc Chiến 78' (l.n.) |

### Bảng B
- Tất cả các trận đấu được tổ chức tại Đài Loan (Đài Bắc Trung Hoa).
- Thời gian được liệt kê là UTC+8.

| VT | Đội                   | ST | T | H | B | BT | BB | HS  | Đ  | Giành quyền tham dự |
| -- | --------------------- | -- | - | - | - | -- | -- | --- | -- | ------------------- |
| 1  | Uzbekistan            | 4  | 4 | 0 | 0 | 21 | 1  | +20 | 12 | Vòng chung kết      |
| 2  | Campuchia             | 4  | 2 | 1 | 1 | 6  | 9  | −3  | 7  |                     |
| 3  | Bahrain               | 4  | 2 | 0 | 2 | 5  | 6  | −1  | 6  |                     |
| 4  | Nepal                 | 4  | 1 | 0 | 3 | 4  | 15 | −11 | 3  |                     |
| 5  | Đài Bắc Trung Hoa (H) | 4  | 0 | 1 | 3 | 3  | 8  | −5  | 1  |                     |

| Nepal          | 1–4      | Campuchia                                  |
| -------------- | -------- | ------------------------------------------ |
| - Tamang 45+2' | Chi tiết | - Phan 3' - Phoeuk 7' - Mean 61' - Eav 83' |

| Đài Bắc Trung Hoa | 0–1      | Bahrain       |
| ----------------- | -------- | ------------- |
|                   | Chi tiết | Al-Khalaf 80' |

| Campuchia | 0–7      | Uzbekistan                                                                                        |
| --------- | -------- | ------------------------------------------------------------------------------------------------- |
|           | Chi tiết | - Tulkunbekov 13', 45+2' - Abdullaev 42' - Urinboev 55' - Mirzaev 67' - Saidnurullayev 85', 90+3' |

| Nepal                  | 3–1      | Đài Bắc Trung Hoa      |
| ---------------------- | -------- | ---------------------- |
| - Tamang 32', 35', 84' | Chi tiết | - Yang Chao-jing 45+2' |

| Uzbekistan                                                                             | 6–0      | Nepal |
| -------------------------------------------------------------------------------------- | -------- | ----- |
| - Saidnurullayev 24', 27' - Ibraimov 29' - Mirzaev 67' - Rejabaliev 87' - Haydarov 90' | Chi tiết |       |

| Bahrain | 0–1      | Campuchia |
| ------- | -------- | --------- |
|         | Chi tiết | Mean 68'  |

| Bahrain                                         | 4–0      | Nepal |
| ----------------------------------------------- | -------- | ----- |
| - Bassam 27', 73' - Al-Khalaf 45+1' - Hasan 83' | Chi tiết |       |

| Đài Bắc Trung Hoa   | 1–3      | Uzbekistan                            |
| ------------------- | -------- | ------------------------------------- |
| - Kao Kuan-yu 45+1' | Chi tiết | - Haydarov 23' - Khayrullaev 59', 77' |

| Uzbekistan                                                         | 5–0      | Bahrain |
| ------------------------------------------------------------------ | -------- | ------- |
| - Abdullaev 26' - Urinboev 61' - Ibraimov 80', 86' - Tukhsanov 90' | Chi tiết |         |

| Campuchia       | 1–1      | Đài Bắc Trung Hoa   |
| --------------- | -------- | ------------------- |
| - Sovannara 37' | Chi tiết | - Chen Kuan-lin 10' |

### Bảng C
- Tất cả các trận đấu được tổ chức tại Kuwait.
- Thời gian được liệt kê là UTC+3.

| VT | Đội                  | ST | T | H | B | BT | BB | HS  | Đ  | Giành quyền tham dự |
| -- | -------------------- | -- | - | - | - | -- | -- | --- | -- | ------------------- |
| 1  | Hàn Quốc             | 4  | 4 | 0 | 0 | 18 | 2  | +16 | 12 | Vòng chung kết      |
| 2  | UAE                  | 4  | 2 | 1 | 1 | 17 | 5  | +12 | 7  |                     |
| 3  | Kuwait (H)           | 4  | 2 | 1 | 1 | 9  | 3  | +6  | 7  |                     |
| 4  | Liban                | 4  | 1 | 0 | 3 | 11 | 8  | +3  | 3  |                     |
| 5  | Quần đảo Bắc Mariana | 4  | 0 | 0 | 4 | 0  | 37 | −37 | 0  |                     |

| UAE                                         | 3–2      | Liban                          |
| ------------------------------------------- | -------- | ------------------------------ |
| - Al Hammadi 45+6' - Khayat 46' - Bader 51' | Chi tiết | - Khawaja 90+2' - Kassas 90+3' |

| Quần đảo Bắc Mariana | 0–6      | Kuwait                                                         |
| -------------------- | -------- | -------------------------------------------------------------- |
|                      | Chi tiết | - Al-Ruqbah 1' - Al-Yousef 5', 48', 53' - Al-Shammari 10', 17' |

| Quần đảo Bắc Mariana | 0–13     | UAE |
| -------------------- | -------- | --- |
|                      | Chi tiết | - Ahmed 12' - Abbaas 17', 38' - Al-Kaabi 30' - Al-Hammadi 36', 40' - Bader 45+1' - Salem 51', 89', 90+2' - A. Al-Shammari 65' - S. Nasser 67', 90' |

| Kuwait | 0–3      | Hàn Quốc                                                 |
| ------ | -------- | -------------------------------------------------------- |
|        | Chi tiết | - Kim Tae-won 45+1' - Kim Ho-jin 45+5' - Jin Jun-seo 72' |

| Hàn Quốc | 10–0     | Quần đảo Bắc Mariana |
| --- | -------- | -------------------- |
| - Kim Myeong-jun 3' - Lee Soo-Ah 16' - Baek Ga-on 18' - Toves 40' (l.n.) - Kim Gye-ol 45' - Claridades 50' (l.n.) - Baek Min-gyu 51', 88' - Shim Yeon-won 54' - Yoon Do-yong 87' | Chi tiết |                      |

| Liban | 0–3      | Kuwait                                                   |
| ----- | -------- | -------------------------------------------------------- |
|       | Chi tiết | - Al-Barazi 4' - Osseili 72' (l.n.) - Y. Al-Shammari 82' |

| Liban                                                                              | 8–0      | Quần đảo Bắc Mariana |
| ---------------------------------------------------------------------------------- | -------- | -------------------- |
| - Fakieh 15', 17', 35' - H. Nasser 28', 90+2' - Kassem 76' - Watfa 80' - Nehme 82' | Chi tiết |                      |

| UAE          | 1–3      | Hàn Quốc                                                |
| ------------ | -------- | ------------------------------------------------------- |
| - Abbaas 41' | Chi tiết | - Kim Tae-won 26' - Kim Gyeol 60' - Yoon Do-yoong 90+2' |

| Hàn Quốc                                 | 2–1      | Liban           |
| ---------------------------------------- | -------- | --------------- |
| - Hong Seok-hyun 15' - Lee Chang-woo 23' | Chi tiết | - El Hajj 90+6' |

| Kuwait | 0–0 | UAE |
| ------ | --- | --- |
|        |     |     |

### Bảng D
- Tất cả các trận đấu được tổ chức tại Ả Rập Xê Út.
- Thời gian được liệt kê là UTC+3.

| VT | Đội             | ST | T | H | B | BT | BB | HS  | Đ  | Giành quyền tham dự |
| -- | --------------- | -- | - | - | - | -- | -- | --- | -- | ------------------- |
| 1  | Ả Rập Xê Út (H) | 4  | 3 | 1 | 0 | 10 | 0  | +10 | 10 | Vòng chung kết      |
| 2  | Úc              | 4  | 3 | 1 | 0 | 6  | 1  | +5  | 10 | Vòng chung kết      |
| 3  | Afghanistan     | 4  | 1 | 1 | 2 | 1  | 6  | −5  | 4  |                     |
| 4  | Palestine       | 4  | 0 | 2 | 2 | 2  | 4  | −2  | 2  |                     |
| 5  | Ma Cao          | 4  | 0 | 1 | 3 | 1  | 9  | −8  | 1  |                     |

| Ma Cao | 0–1      | Afghanistan     |
| ------ | -------- | --------------- |
|        | Chi tiết | - Hadafmand 54' |

| Palestine | 0–1      | Ả Rập Xê Út |
| --------- | -------- | ----------- |
|           | Chi tiết | - Haji 57'  |

| Afghanistan | 0–2      | Úc                   |
| ----------- | -------- | -------------------- |
|             | Chi tiết | Jovanovic 84', 90+3' |

| Ma Cao                | 1–1      | Palestine   |
| --------------------- | -------- | ----------- |
| - Lei Cheng Lam 45+2' | Chi tiết | - Elhaj 16' |

| Úc                 | 2–0      | Ma Cao |
| ------------------ | -------- | ------ |
| - Kikianis 9', 50' | Chi tiết |        |

| Ả Rập Xê Út                                            | 4–0      | Afghanistan |
| ------------------------------------------------------ | -------- | ----------- |
| - Haji 56' - Al-Khaibari 76', 90+7' - Al-Mahdawi 90+2' | Chi tiết |             |

| Palestine | 1–2      | Úc                             |
| --------- | -------- | ------------------------------ |
| - Ali 7'  | Chi tiết | - Youlley 45+1' - Badolato 75' |

| Ả Rập Xê Út                                                      | 5–0      | Ma Cao |
| ---------------------------------------------------------------- | -------- | ------ |
| - Al-Khaibari 13' (ph.đ.), 38', 53' - Al-Ghamdi 80' - Muhsen 83' | Chi tiết |        |

| Afghanistan | 0–0      | Palestine |
| ----------- | -------- | --------- |
|             | Chi tiết |           |

| Úc | 0–0      | Ả Rập Xê Út |
| -- | -------- | ----------- |
|    | Chi tiết |             |

### Bảng E
- Tất cả các trận đấu được tổ chức tại Tajikistan.
- Thời gian được liệt kê là UTC+5.

| VT | Đội               | ST | T | H | B | BT | BB | HS  | Đ  | Giành quyền tham dự |
| -- | ----------------- | -- | - | - | - | -- | -- | --- | -- | ------------------- |
| 1  | CHDCND Triều Tiên | 4  | 3 | 1 | 0 | 7  | 0  | +7  | 10 | Vòng chung kết      |
| 2  | Oman              | 4  | 2 | 0 | 2 | 9  | 4  | +5  | 6  |                     |
| 3  | Tajikistan (H)    | 4  | 2 | 0 | 2 | 5  | 5  | 0   | 6  |                     |
| 4  | Malaysia          | 4  | 1 | 2 | 1 | 3  | 3  | 0   | 5  |                     |
| 5  | Sri Lanka         | 4  | 0 | 1 | 3 | 1  | 13 | −12 | 1  |                     |

| Malaysia                       | 2–1      | Oman                   |
| ------------------------------ | -------- | ---------------------- |
| - Raj 30' - Haykal 65' (ph.đ.) | Chi tiết | - Al Farsi 88' (ph.đ.) |

| CHDCND Triều Tiên                          | 4–0      | Sri Lanka |
| ------------------------------------------ | -------- | --------- |
| - Ri Jong-dok 34', 64', 77' - Choe Kuk 46' | Chi tiết |           |

| CHDCND Triều Tiên | 0–0      | Malaysia |
| ----------------- | -------- | -------- |
|                   | Chi tiết |          |

| Sri Lanka | 0–3      | Tajikistan                               |
| --------- | -------- | ---------------------------------------- |
|           | Chi tiết | - Boboev 2' - Gafurov 45+2', 54' (ph.đ.) |

| Oman                                                                  | 5–0      | Sri Lanka |
| --------------------------------------------------------------------- | -------- | --------- |
| - Al Manwari 12' - Al-Saadi 18' - Al Shabibi 34', 38' - Al Hadidi 56' | Chi tiết |           |

| Tajikistan | 0–2      | CHDCND Triều Tiên                  |
| ---------- | -------- | ---------------------------------- |
|            | Chi tiết | - Choe Kuk 30' - Ra Mu-ryong 90+1' |

| Oman | 0–1      | CHDCND Triều Tiên |
| ---- | -------- | ----------------- |
|      | Chi tiết | Ri Jong-dok 80'   |

| Malaysia | 0–1      | Tajikistan         |
| -------- | -------- | ------------------ |
|          | Chi tiết | Khushvakhtov 90+5' |

| Sri Lanka  | 1–1      | Malaysia |
| ---------- | -------- | -------- |
| Harish 88' | Chi tiết | Amir 32' |

| Tajikistan     | 1–3      | Oman                                                        |
| -------------- | -------- | ----------------------------------------------------------- |
| - Khamidov 11' | Chi tiết | - Al-Shabibi 15' - Al-Mukhaini 68' - Al-Manwari 72' (ph.đ.) |

### Bảng F
- Tất cả các trận đấu được tổ chức tại Indonesia.
- Thời gian được liệt kê là UTC+7.

| VT | Đội           | ST | T | H | B | BT | BB | HS  | Đ | Giành quyền tham dự |
| -- | ------------- | -- | - | - | - | -- | -- | --- | - | ------------------- |
| 1  | Indonesia (H) | 3  | 2 | 1 | 0 | 8  | 2  | +6  | 7 | Vòng chung kết      |
| 2  | Yemen         | 3  | 2 | 1 | 0 | 7  | 2  | +5  | 7 | Vòng chung kết      |
| 3  | Đông Timor    | 3  | 1 | 0 | 2 | 6  | 7  | −1  | 3 |                     |
| 4  | Maldives      | 3  | 0 | 0 | 3 | 1  | 11 | −10 | 0 |                     |

| Yemen                              | 3–1      | Đông Timor    |
| ---------------------------------- | -------- | ------------- |
| - Masnom 29', 57' - Al Khadher 74' | Chi tiết | - Bahkito 69' |

| Indonesia                                      | 4–0      | Maldives |
| ---------------------------------------------- | -------- | -------- |
| - Aditya 52' - Figo 55' - Toni 57' - Raven 66' | Chi tiết |          |

| Maldives | 0–3      | Yemen                                      |
| -------- | -------- | ------------------------------------------ |
|          | Chi tiết | - Qasem 8' - Al Turaiqi 41' - Al Awami 90' |

| Đông Timor | 1–3      | Indonesia                             |
| ---------- | -------- | ------------------------------------- |
| - Figo 67' | Chi tiết | - Raven 13' - Afrisal 16' - Ragil 78' |

| Đông Timor                                                    | 4–1      | Maldives     |
| ------------------------------------------------------------- | -------- | ------------ |
| - Bahkito 40' - Canavaro 44' - Ali 61' (l.n.) - Luís Figo 73' | Chi tiết | - Hassan 64' |

| Indonesia   | 1–1      | Yemen            |
| ----------- | -------- | ---------------- |
| Raven 45+1' | Chi tiết | Al Khadher 45+3' |

### Bảng G
- Tất cả các trận đấu được tổ chức tại Lào.
- Thời gian được liệt kê là UTC+7.

| VT | Đội     | ST | T | H | B | BT | BB | HS  | Đ | Giành quyền tham dự |
| -- | ------- | -- | - | - | - | -- | -- | --- | - | ------------------- |
| 1  | Iran    | 3  | 3 | 0 | 0 | 17 | 0  | +17 | 9 | Vòng chung kết      |
| 2  | Ấn Độ   | 3  | 2 | 0 | 1 | 6  | 2  | +4  | 6 |                     |
| 3  | Lào (H) | 3  | 1 | 0 | 2 | 6  | 10 | −4  | 3 |                     |
| 4  | Mông Cổ | 3  | 0 | 0 | 3 | 1  | 18 | −17 | 0 |                     |

| Mông Cổ          | 1–4      | Ấn Độ                                      |
| ---------------- | -------- | ------------------------------------------ |
| - Uuganbat 45+1' | Chi tiết | - Kelvin 20' - Kipgen 51', 54' - Korou 85' |

| Iran | 8–0      | Lào |
| --- | -------- | --- |
| - Bozorgianasl 8' - Razaghinia 29' - Barajeh 31', 88' (ph.đ.) - Gholizadeh 36' - Taheri 41', 90+2' (ph.đ.) - Kahrizi 63' | Chi tiết |     |

| Ấn Độ | 0–1      | Iran        |
| ----- | -------- | ----------- |
|       | Chi tiết | Mazraeh 88' |

| Lào                                                                                     | 6–0      | Mông Cổ |
| --------------------------------------------------------------------------------------- | -------- | ------- |
| - Hopchakkavan 5', 66' - Keohanam 14' - Phanthavong 56' - Panyavong 62' - Choummaly 78' | Chi tiết |         |

| Iran | 8–0      | Mông Cổ |
| --- | -------- | ------- |
| - Gholizadeh 24', 82' - Mazraeh 33' - Taheri 43' (ph.đ.) - Barajeh 44' - Kahrizi 54' - Moredi 73' (ph.đ.) - Sheikholeslami 89' | Chi tiết |         |

| Ấn Độ                     | 2–0      | Lào |
| ------------------------- | -------- | --- |
| - Goyary 69' - Gangte 84' | Chi tiết |     |

### Bảng H
- Tất cả các trận đấu được tổ chức tại Thái Lan.
- Thời gian được liệt kê là UTC+7.

| VT | Đội          | ST | T | H | B | BT | BB | HS  | Đ | Giành quyền tham dự |
| -- | ------------ | -- | - | - | - | -- | -- | --- | - | ------------------- |
| 1  | Iraq         | 3  | 3 | 0 | 0 | 18 | 0  | +18 | 9 | Vòng chung kết      |
| 2  | Thái Lan (H) | 3  | 2 | 0 | 1 | 18 | 1  | +17 | 6 | Vòng chung kết      |
| 3  | Philippines  | 3  | 1 | 0 | 2 | 4  | 7  | −3  | 3 |                     |
| 4  | Brunei       | 3  | 0 | 0 | 3 | 0  | 32 | −32 | 0 |                     |

| Iraq | 15–0     | Brunei |
| --- | -------- | ------ |
| - Nawaf 15', 42', 45' - Haji 17', 32' - Jaafar 27', 29' - Faisal 39' (ph.đ.), 60' - Firdaus 50' (l.n.) - Luay 56', 68', 87' - Lays 74' - Jasim 86' | Chi tiết |        |

| Thái Lan                                            | 5–0      | Philippines |
| --------------------------------------------------- | -------- | ----------- |
| - Thanakrit 14' - Ryan 16', 24', 45' - Thanawut 75' | Chi tiết |             |

| Philippines | 0–2      | Iraq                            |
| ----------- | -------- | ------------------------------- |
|             | Chi tiết | - Faisal 10' (ph.đ.) - Haji 63' |

| Brunei | 0–13     | Thái Lan |
| ------ | -------- | --- |
|        | Chi tiết | - Siradanai 1' - Ryan 9', 10' - Phongsakorn 36' - Thanawut 37' - Thanyakon 41' - Wafiq Danish 43' (l.n.) - Chanothai 60', 78' - Nathakorn 74', 80', 89' - Paripan 90+9' |

| Philippines                                        | 4–0      | Brunei |
| -------------------------------------------------- | -------- | ------ |
| - Banatao 4' - Saut 50' - Ekberg 52' - Mariñas 89' | Chi tiết |        |

| Iraq       | 1–0      | Thái Lan |
| ---------- | -------- | -------- |
| Jaafar 20' | Chi tiết |          |

### Bảng I
- Tất cả các trận đấu được tổ chức tại Kyrgyzstan.
- Thời gian được liệt kê là UTC+6.

| VT | Đội            | ST | T | H | B | BT | BB | HS  | Đ | Giành quyền tham dự |
| -- | -------------- | -- | - | - | - | -- | -- | --- | - | ------------------- |
| 1  | Nhật Bản       | 3  | 2 | 1 | 0 | 9  | 1  | +8  | 7 | Vòng chung kết      |
| 2  | Kyrgyzstan (H) | 3  | 2 | 1 | 0 | 4  | 1  | +3  | 7 | Vòng chung kết      |
| 3  | Turkmenistan   | 3  | 1 | 0 | 2 | 4  | 4  | 0   | 3 |                     |
| 4  | Myanmar        | 3  | 0 | 0 | 3 | 1  | 12 | −11 | 0 |                     |

| Nhật Bản         | 2–0      | Turkmenistan |
| ---------------- | -------- | ------------ |
| - Kanda 22', 48' | Chi tiết |              |

| Kyrgyzstan                     | 2–0      | Myanmar |
| ------------------------------ | -------- | ------- |
| - Ermekov 17' - Almazbekov 38' | Chi tiết |         |

| Myanmar | 0–6      | Nhật Bản                                                  |
| ------- | -------- | --------------------------------------------------------- |
|         | Chi tiết | - Hiroi 25', 64' - Nakagawa 32', 82', 83' - Nishihara 45' |

| Turkmenistan | 0–1      | Kyrgyzstan             |
| ------------ | -------- | ---------------------- |
|              | Chi tiết | Almazbekov 62' (ph.đ.) |

| Myanmar                  | 1–4      | Turkmenistan                                              |
| ------------------------ | -------- | --------------------------------------------------------- |
| - Saw Sae Ka Paw Say 14' | Chi tiết | - Esenov 17', 89' (ph.đ.) - Garajayev 40' - Berenov 90+1' |

| Nhật Bản  | 1–1 | Kyrgyzstan  |
| --------- | --- | ----------- |
| Kanda 50' |     | Madanov 47' |

### Bảng J
- Tất cả các trận đấu được tổ chức tại Qatar.
- Thời gian được liệt kê là UTC+3.

| VT | Đội       | ST | T | H | B | BT | BB | HS | Đ | Giành quyền tham dự |
| -- | --------- | -- | - | - | - | -- | -- | -- | - | ------------------- |
| 1  | Qatar (H) | 3  | 3 | 0 | 0 | 8  | 2  | +6 | 9 | Vòng chung kết      |
| 2  | Jordan    | 3  | 2 | 0 | 1 | 11 | 3  | +8 | 6 | Vòng chung kết      |
| 3  | Hồng Kông | 3  | 1 | 0 | 2 | 2  | 9  | −7 | 3 |                     |
| 4  | Singapore | 3  | 0 | 0 | 3 | 0  | 7  | −7 | 0 |                     |

| Jordan                                                                                          | 7–0      | Hồng Kông |
| ----------------------------------------------------------------------------------------------- | -------- | --------- |
| - Al-Fakhoury 37' - Theeb 42' - Al-Khdour 47' - Sabra 51' - Khader 60' - Taha 80' - Al-Khob 90' | Chi tiết |           |

| Qatar                                       | 3–0      | Singapore |
| ------------------------------------------- | -------- | --------- |
| - Al-Hassan 9' - Khaled Gouda 20' - Eid 54' | Chi tiết |           |

| Hồng Kông | 0–2      | Qatar                              |
| --------- | -------- | ---------------------------------- |
|           | Chi tiết | - Khaled Gouda 47' - Al-Hassan 61' |

| Singapore | 0–2      | Jordan                     |
| --------- | -------- | -------------------------- |
|           | Chi tiết | - Fakhoury 26' - Sabra 30' |

| Jordan                          | 2–3      | Qatar                                |
| ------------------------------- | -------- | ------------------------------------ |
| - Fakhoury 39' - Eid 69' (l.n.) | Chi tiết | - Gouda 5' - Eid 51' - Al-Hassan 56' |

| Singapore | 0–2      | Hồng Kông                     |
| --------- | -------- | ----------------------------- |
|           | Chi tiết | - Pinto 26' - Ho Tung Lam 48' |

## Bảng xếp hạng các đội nhì bảng
Do các bảng đấu có số lượng đội khác nhau, kết quả đối đầu với các đội đứng thứ năm trong các bảng năm đội sẽ không được xét để xếp hạng ở bảng này.
| VT | Bg | Đội        | ST | T | H | B | BT | BB | HS  | Đ | Giành quyền tham dự |
| -- | -- | ---------- | -- | - | - | - | -- | -- | --- | - | ------------------- |
| 1  | F  | Yemen      | 3  | 2 | 1 | 0 | 7  | 2  | +5  | 7 | Vòng chung kết      |
| 2  | I  | Kyrgyzstan | 3  | 2 | 1 | 0 | 4  | 1  | +3  | 7 | Vòng chung kết      |
| 3  | D  | Úc         | 3  | 2 | 1 | 0 | 4  | 1  | +3  | 7 | Vòng chung kết      |
| 4  | H  | Thái Lan   | 3  | 2 | 0 | 1 | 18 | 1  | +17 | 6 | Vòng chung kết      |
| 5  | J  | Jordan     | 3  | 2 | 0 | 1 | 11 | 3  | +8  | 6 | Vòng chung kết      |
| 6  | A  | Việt Nam   | 3  | 2 | 0 | 1 | 7  | 2  | +5  | 6 |                     |
| 7  | G  | Ấn Độ      | 3  | 2 | 0 | 1 | 6  | 2  | +4  | 6 |                     |
| 8  | B  | Campuchia  | 3  | 2 | 0 | 1 | 5  | 8  | −3  | 6 |                     |
| 9  | C  | UAE        | 3  | 1 | 1 | 1 | 4  | 5  | −1  | 4 |                     |
| 10 | E  | Oman       | 3  | 1 | 0 | 2 | 4  | 4  | 0   | 3 |                     |

1. 1 2  Điểm kỷ luật: Kyrgyzstan –4, Australia –4.

## Các đội tuyển vượt qua vòng loại
Có tổng cộng 16 đội tuyển bao gồm cả đội chủ nhà Trung Quốc đủ điều kiện tham dự vòng chung kết.
| Đội tuyển         | Tư cách vòng loại                | Số lần tham dự trước đây | Thành tích tốt nhất                                                              |
| ----------------- | -------------------------------- | ------------------------ | -------------------------------------------------------------------------------- |
| Trung Quốc        | Chủ nhà                          | 20                       | Vô địch (1985)                                                                   |
| Syria             | Nhất Bảng A                      | 12                       | Vô địch (1994)                                                                   |
| Uzbekistan        | Nhất Bảng B                      | 9                        | Vô địch (2023)                                                                   |
| Hàn Quốc          | Nhất Bảng C                      | 40                       | Vô địch (1959, 1960, 1963, 1978, 1980, 1982, 1990, 1996, 1998, 2002, 2004, 2012) |
| Ả Rập Xê Út       | Nhất Bảng D                      | 15                       | Vô địch (1986, 1992, 2018)                                                       |
| CHDCND Triều Tiên | Nhất Bảng E                      | 14                       | Vô địch (1976, 2006, 2010)                                                       |
| Indonesia         | Nhất Bảng F                      | 20                       | Vô địch (1961)                                                                   |
| Iran              | Nhất Bảng G                      | 22                       | Vô địch (1973, 1974, 1975, 1976)                                                 |
| Iraq              | Nhất Bảng H                      | 19                       | Vô địch (1975, 1977, 1978, 1988, 2000)                                           |
| Nhật Bản          | Nhất Bảng I                      | 39                       | Vô địch (2016)                                                                   |
| Qatar             | Nhất Bảng J                      | 16                       | Vô địch (2014)                                                                   |
| Yemen             | Đội nhì bảng xuất sắc đứng thứ 1 | 8                        | Tứ kết (1975)                                                                    |
| Kyrgyzstan        | Đội nhì bảng xuất sắc đứng thứ 2 | 3                        | Vòng bảng (2006, 2023)                                                           |
| Úc                | Đội nhì bảng xuất sắc đứng thứ 3 | 9                        | Á Quân (2010)                                                                    |
| Thái Lan          | Đội nhì bảng xuất sắc đứng thứ 4 | 34                       | Vô địch (1962, 1969)                                                             |
| Jordan            | Đội nhì bảng xuất sắc đứng thứ 5 | 9                        | Hạng tư (2006)                                                                   |

## Cầu thủ ghi bàn
Đã có 309 bàn thắng ghi được trong 80 trận đấu, trung bình 3.86 bàn thắng mỗi trận đấu.
5 bàn thắng
- Caelan Ryan

4 bàn thắng
- Samir Tamang
- Ri Jong-dok
- Anas Dahhan
- Saidumarkhon Saidnurullayev
- Nguyễn Công Phương

3 bàn thắng
- Jens Raven
- Esmaeil Gholizadeh
- Kasra Taheri
- Yaghoob Barajeh
- Amoori Faisal
- Aymen Luay
- Karrar Jaafar
- Mustafa Nawaf
- Sidad Haji
- Hagumu Nakagawa
- Soma Kanda
- Odeh Fakhoury
- Thamer Al-Khaibari
- Yousef Al-Shammari
- Turki Al-Yousef
- Ali Fakieh
- Yousuf Ali Al-Shabibi
- Ibrahim Al-Hassan
- Mohamed Khaled Gouda
- Mohammad Al-Mustafa
- Nathakorn Rattanasuwan
- Eid Al-Hammadi
- Hazim Abaas
- Obaid Salem
- Nurlan Ibraimov

2 bàn thắng
- Luka Jovanovic
- Panagiotis Kikianis
- Khaled Al-Khalaf
- Sami Bassam
- Moinul Islam Moin
- Eav Sovannara
- Mean Chanrith
- Shuntaro Suzuki
- Manglenthang Kipgen
- Abbas Kahrizi
- Yousef Mazraeh
- Rando Hiroi
- Ibrahim Sabra
- Beknaz Almazbekov
- Baek Min-gyu
- Kim Gyeol
- Kim Tae-won
- Yoon Do-yong
- Talal Haji
- Souksavanh Hopchakkavan
- Oday Al-Manwari
- Choe Kuk
- Bassam Eid
- Youshaa Knaj
- Chanothai Kongmeng
- Thanawut Phochai
- Masrur Gafurov
- Alexandro Bahkito
- Luís Figo
- Ghaith Bader
- Saif Nasser
- Abdugafur Haydarov
- Azizbek Tulkunbekov
- Dilshod Abdullaev
- Lazizbek Mirzaev
- Mukhammadali Urinboev
- Ravshan Khayrullaev
- Hoàng Minh Tiến
- Abdulaziz Masnom
- Abdulrahman Al Khadher

1 bàn thắng
- Esmatullah Hadafmand
- Alexander Badolato
- Rhys Youlley
- Asadul Molla
- Mirajul Islam
- Piash Ahmed Nova
- Ali Ahmed Hasan
- Kinzang Tenzin
- Phan Vreak
- Phoeuk Thatthai
- Curtis Harmon
- Gavin Baker
- Anthony Pinto
- Ho Tung Lam
- Aditya Warman
- Figo Dennis
- Toni Firmansyah
- Muhammad Ragil
- Riski Afrisal
- Gwgwmsar Goyary
- Kelvin Singh Taorem
- Korou Singh Thingujam
- Thanglalsoun Gangte
- Abolfazl Moredi
- Ali Asghar Sheikholeslami
- Amir Mohammad Razzaghinia
- Farhan Bozorgianasl
- Ahmed Jasim
- Halgurd Qays
- Motoki Nishihara
- Abdelrahman Al-Khdour
- Anas Al-Khob
- Omar Khader
- Mohammad Taha
- Mahmoud Theeb
- Baibol Ermekov
- Yryskeldi Madanov
- Baek Ga-on
- Hong Seok-hyun
- Jin Jun-seo
- Kim Ho-jin
- Kim Myung-jun
- Lee Chang-woo
- Lee Soo-ah
- Shim Yeon-won
- Ali Al-Mahdawi
- Awad Muhsen
- Ziyad Al-Ghamdi
- Bandar Al-Barazi
- Eid Al-Ruqbah
- Peter Phanthavong
- Phousomboun Panyavong
- Sayfon Keohanam
- Somvang Choummaly
- Anis Nehme
- Hassan Nasser
- Joe Khawaja
- Josef El Hajj
- Karim Kassem
- Kassem Watfa
- Mohamad Kassas
- Lei Cheng Lam
- Amir Farhan
- Haykal Danish
- Moses Raj
- Muzdhan Hassan
- Temulen Uuganbat
- Saw Sae Ka Paw Say
- Majid Al-Farsi
- Fahad Al-Mukhaini
- Faisal Al-Hadidi
- Muhand Al-Saadi
- Basim Elhaj
- Suheibelias Ali
- Bacchus Ekberg
- Cyrelle Saut
- Otu Banatao
- Rodrigo Mariñas
- Ra Mu-ryong
- Johnjimron Harish
- Ahmad Alkalou
- Wessam Dukhan
- Kawa Issa
- Abdulrahman Al-Mihi
- Esam Radman
- Mamdouh Warda
- Paripan Wongsa
- Phongsakorn Sangkasopha
- Siradanai Phosri
- Thanakrit Chotmuangpak
- Thanyakon Swangsuk
- Bilol Boboev
- Dzhovidon Khushvakhtov
- Mehrubon Khamidov
- Gurbangeldi Garajayev
- Gurbanmuhammet Esenov
- Magtymberdi Berenov
- Vabio Canavaro
- Chen Kuan-lin
- Kao Kuan-yu
- Yang Chao-jing
- Yousef Al-Marzouqi
- Saif Al-Kaabi
- Ahmed Al-Shammari
- Anthony Khayat
- Meyirbek Rejabaliev
- Daler Tukhsanov
- Lê Văn Quang Duyệt
- Nguyễn Bảo Long
- Nguyễn Đăng Dương
- Nguyễn Hoàng Khanh
- Nguyễn Hữu Tuấn
- Nguyễn Lê Phát
- Adel Qasem
- Anwar Al Turaiqi
- Mohammed Al Awami

1 bàn phản lưới nhà
- Asadul Islam Sakib (trong trận gặp Bhutan)
- Danish Firdaus (trong trận gặp Iraq)
- Wafiq Danish (trong trận gặp Thái Lan)
- Mahdi Osseili (trong trận gặp Kuwait)
- Mohamed Aiman Ali (trong trận gặp Đông Timor)
- Monico Claridades (trong trận gặp Hàn Quốc)
- Markus Toves (trong trận gặp Hàn Quốc)
- Bassam Eid (trong trận gặp Jordan)
- Nguyễn Ngọc Chiến (trong trận gặp Syria)